# أسنان خدية
أَسْنانٌ خَدِّيَّة (الأَسنان الخَلْفِية) (بالإنجليزية: Cheek teeth)‏ تشمل أسنان الضرس وأسنان الضواحك في الثدييات.
أسنان الخد هي multicuspidate (وجود العديد من الطيات أو الدرنات). تحتوي الثدييات على أضراس متعددة الأضلاع (ثلاثة في المشيمة، وأربعة في الجرابيات، في كل رباعي الفك)
وتقع الضواحك بين الأنياب والأضراس التي يختلف شكلها ورقمها بشكل كبير بين مجموعات معينة. في بعض الأحيان يتم فصل أسنان الخد من القواطع بفجوة تسمى الفلج  أو بالإنجليزية "Diastema".
أسنان الخد في الزواحف هي أبسط بكثير بالمقارنة مع الثدييات.

## الأدوار والأهمية
وبصرف النظر عن المساعدة في طحن الطعام لتقليل حجم الركائز لإنزيمات المعدة، 
فإن دورها الصغير في إعطاء الشكل والتعريف لفكين الحيوانات. و يرتبط شكل أسنان الخد ارتباطًا مباشرًا بوظائفها، ويمكن أن تعزى الاختلافات المورفولوجية بين الأنواع إلى اختلافاتها الغذائية.
بالإضافة إلى ذلك، فإن شكل الأسنان الخد يمكن أن تتهالك ميكانيكيًا استنادًا إلى النظام الغذائي، الذي يستخدم لتقديم نظرة شمولية عن عادات الاستهلاك فيما يتعلق بالحيوانات المتحجرة.
إن التنظيف الصحيح لأسنان الخد أمر حيوي لجميع أنواع الكائنات الحية، والعديد من الأنواع بما في ذلك البشر والمجترات يبقيها على رأس قائمة أولوياتها الحاسمة. قد ينشأ تسوس الأسنان من الرعاية غير اللائقة لأسنان الخد التي تمثل مشكلة بارزة في جميع أنحاء العالم.